# Tim Tscharnke
Tim Tscharnke (Weißenfels, 13 dicembre 1989) è un ex fondista tedesco.

## Biografia
In Coppa del Mondo ha esordito il 27 dicembre 2008 a Oberhof (35°), ha ottenuto il primo podio il 24 gennaio 2010 a Rybinsk (3°) e l'unica vittoria il 13 dicembre 2012 a Canmore.
In carriera ha preso parte a due edizioni dei Giochi olimpici invernali, Vancouver 2010 (33° nella sprint, 2° nella sprint a squadre) e Soči 2014 (26° nella 15 km, 20° nella sprint, 7° nella sprint a squadre), e a tre dei Campionati mondiali (4° nella sprint a squadre a Oslo 2011 e a Falun 2015 i migliori risultati).

## Palmarès

### Olimpiadi
- 1 medaglia:
  - 1 argento (sprint a squadre a Vancouver 2010)

### Mondiali juniores
- 3 medaglie:
  - 2 argenti (staffetta a Malles Venosta 2008; staffetta a Praz de Lys - Sommand 2009)
  - 1 bronzo (10 km a Malles Venosta 2008)

### Coppa del Mondo
- Miglior piazzamento in classifica generale: 22º nel 2013
- 3 podi (1 individuale, 2 a squadre):
  - 1 vittoria
  - 2 terzi posti (a squadre)

#### Coppa del Mondo - vittorie
| Data             | Località | Nazione | Specialità  |
| ---------------- | -------- | ------- | ----------- |
| 13 dicembre 2012 | Canmore  | Canada  | 15 km TC MS |

Legenda:

TC = tecnica classica

MS = partenza in linea

#### Coppa del Mondo - competizioni intermedie
- 1 podio
  - 1 vittoria

##### Coppa del Mondo - vittorie di tappa
| Data            | Località      | Nazione | Competizione | Specialità  |
| --------------- | ------------- | ------- | ------------ | ----------- |
| 10 gennaio 2015 | Val di Fiemme | Italia  | Tour de Ski  | 15 km TC MS |

Legenda:

TC = tecnica classica

MS = partenza in linea

### Marathon Cup
- Miglior piazzamento in classifica generale: 33º nel 2012
- 1 podio:
  - 1 terzo posto